# قورمة
القاورمة أو القورمة (kormaa, qorma, khorma, kurma, or qovurma) هي طبق من جنوب آسيا. وتختلف القورمة من ثقافة لأخرى فتوجد في المطبخ التركي والإيراني والهندي والباكستاني.
تتكون القورمة من اللحوم أو الخضروات المطهوة ببطء في صلصة التوابل المصنوعة من اللبن والقشدة والجوز أو عجينة البذور.
تُقدّم القورمة التركية في عيد الأضحى.

## التسمية
كلمة القورمة مشتقة من كلمة قورما في اللغة الأردية والتي تعني «الطهي البطئ» أو «التدميس»، والتي هي بدورها كلمة مشتقة من الكلمة التركية قاڤورما (kavurma) التي تعني «اللحم المطهو».

## أصل الطبق
القورمة طبق مميز يرجع إلى سلطنة مغول الهند التي تعود إلى القرن ال16 وتوغلات المغول في الدول التي باتت تُعرف في الوقت الحاضر بشمال الهند وباكستان وبنغلاديش.

## معرض الصور

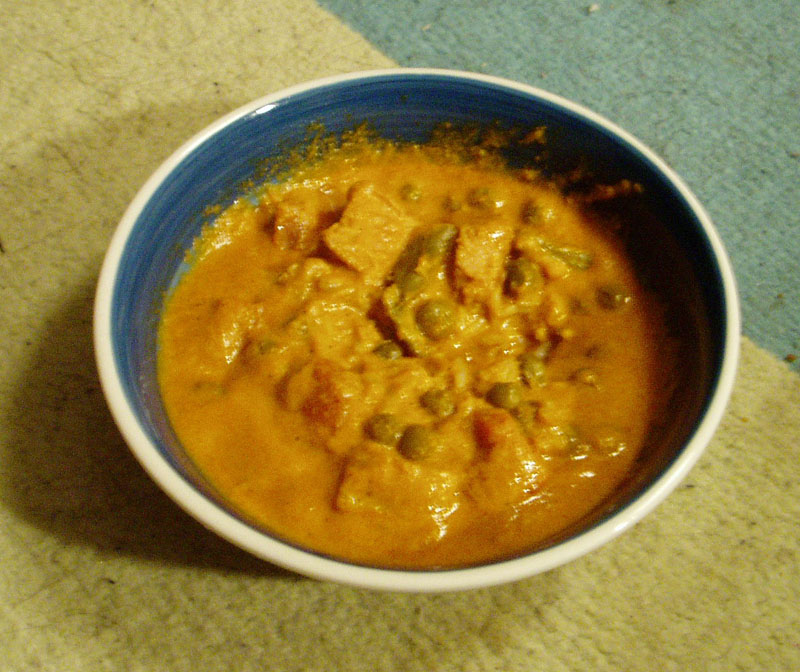
القورمة الهندية.
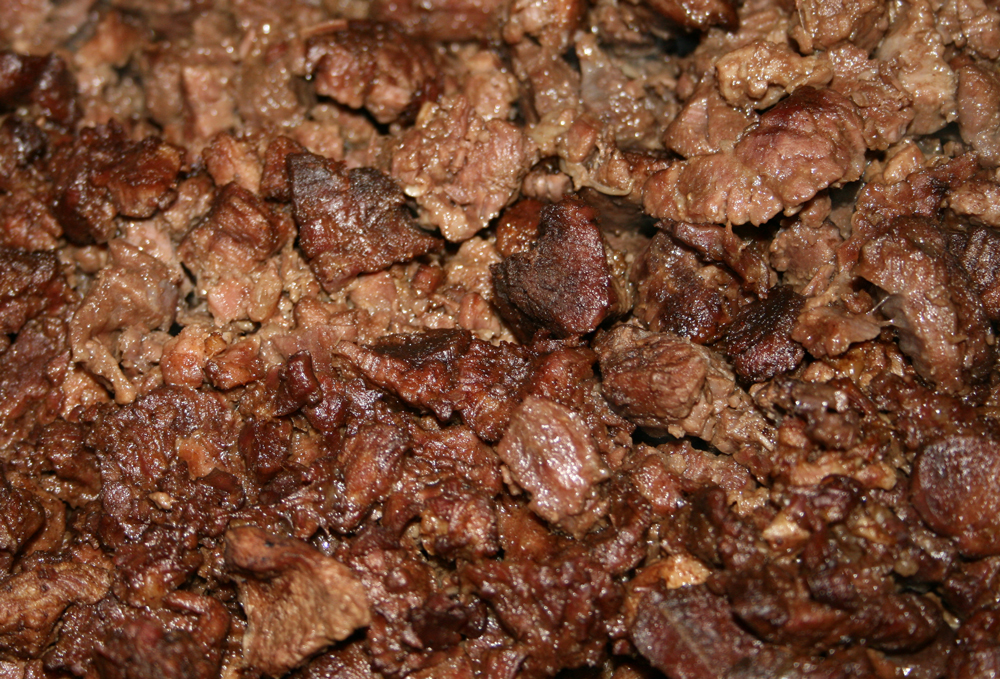
القورمة التركية تُقدم في عيد الأضحى.
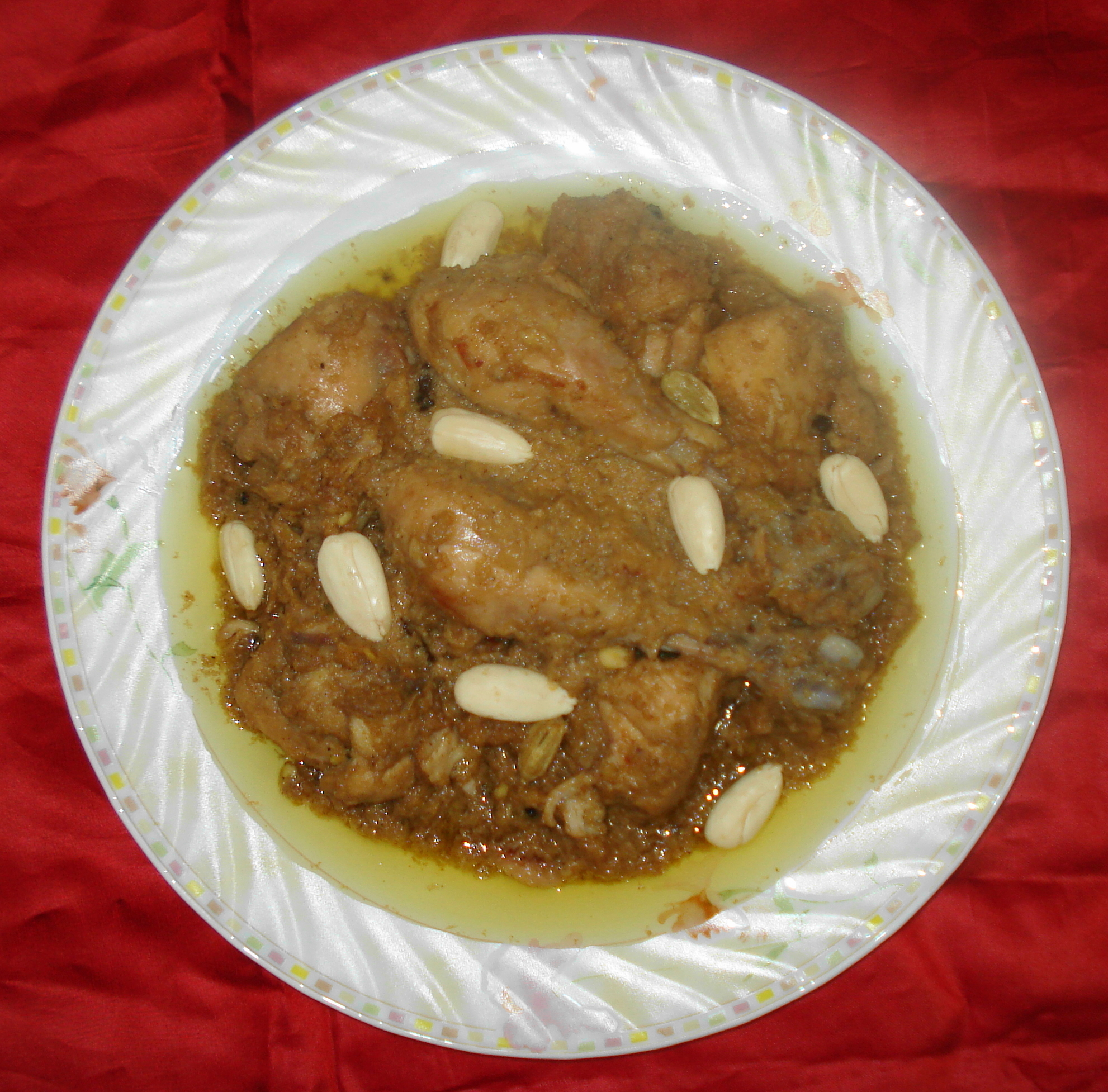
طبق قورمة بلحم الدجاج من باكستان.
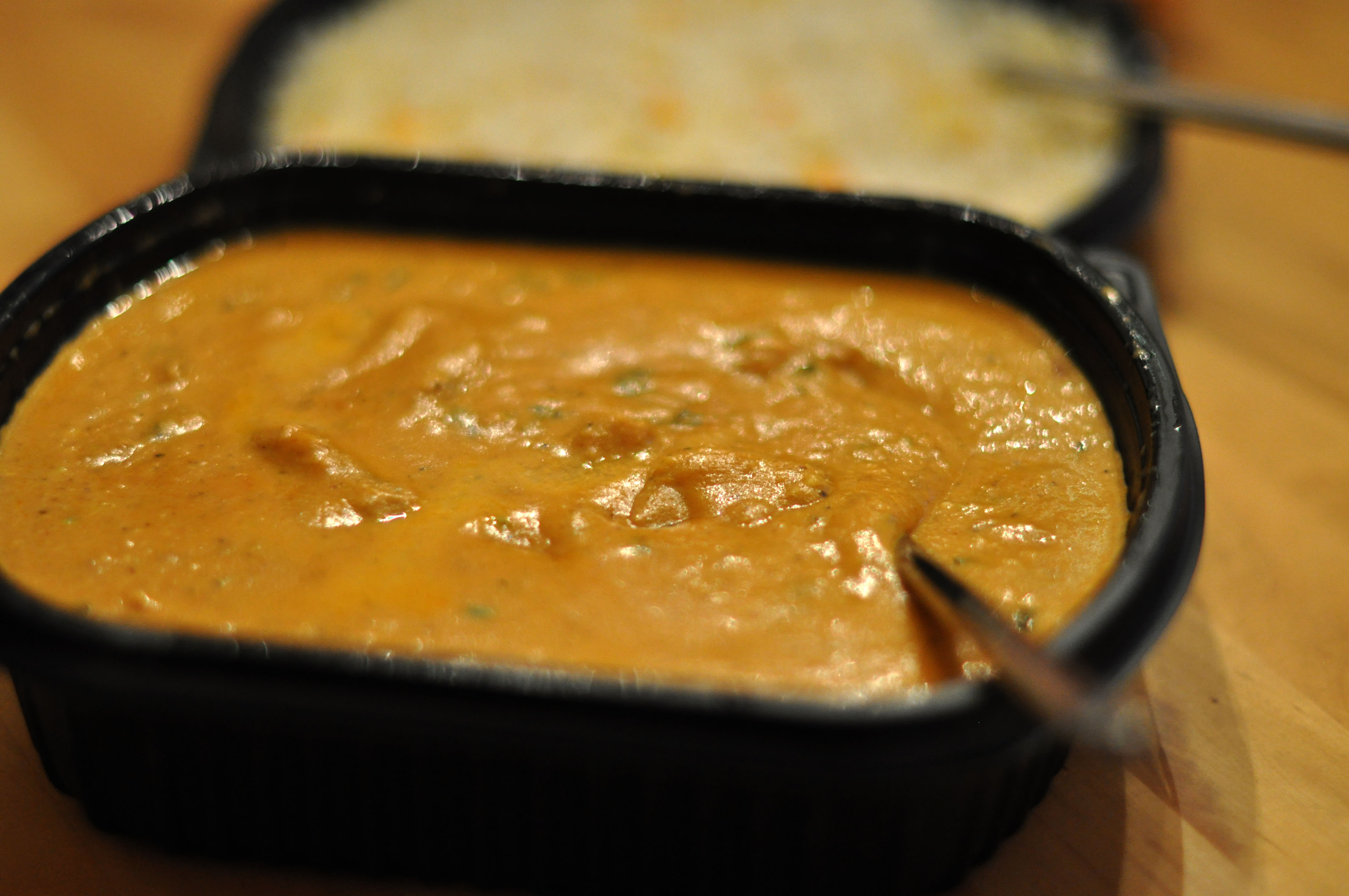
قورمة بلحم الضأن.
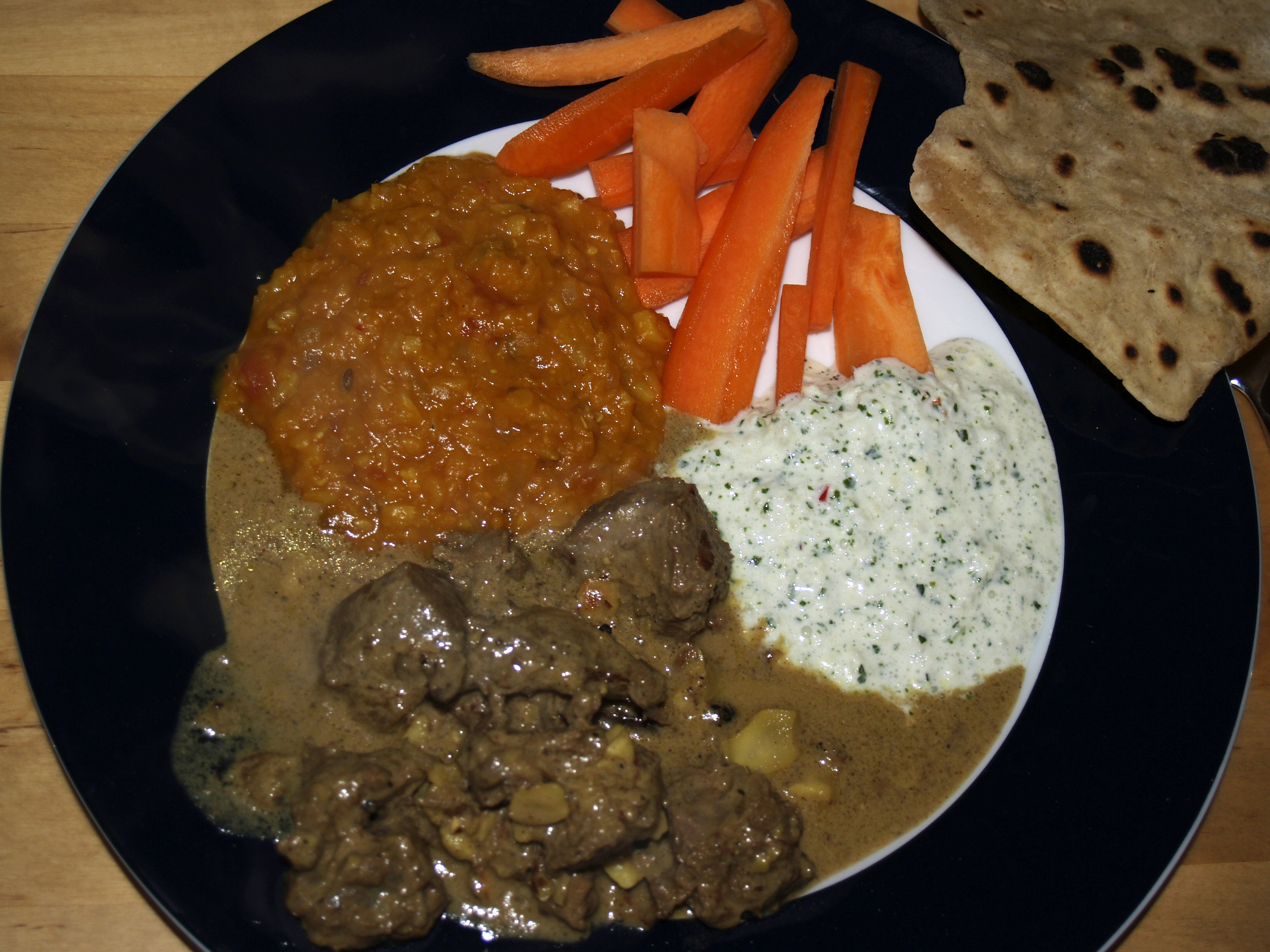
قورمة بلحم الضأن، مقدمة مع عدس والزبادي.